# Deurkalf

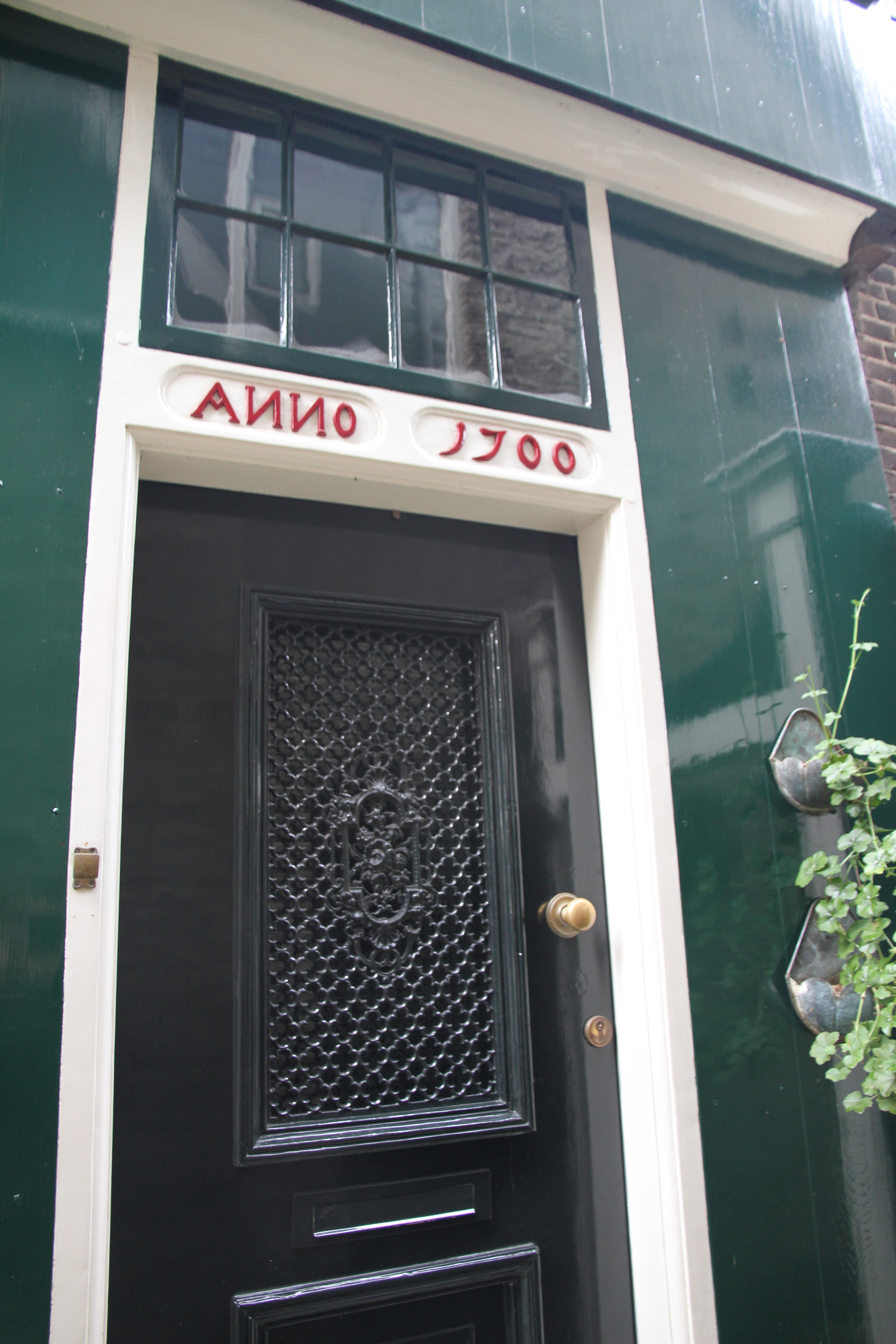
Deurkalf met jaartal

Een deurkalf of kalf is een tussendorpel in een kozijn, die een deur scheidt van het bovenlicht boven de deur.
In bepaalde streken is het (deur)kalf soms bijzonder mooi bewerkt en toont het in veel gevallen een jaartal, waaraan soms versieringen, een symbolische beeltenis of een werktuig zijn toegevoegd, dat de naam of het beroep van de bewoner aanduidt. Een enkele maal toont een deurkalf ook een spreuk of een tafereel. Het doel van de versiering was onder meer om het huis te onderscheiden; er bestonden destijds nog geen huisnummers.
De oudste versierde deurkalven die nog bewaard gebleven zijn, stammen uit het eind van de 16e eeuw. In de loop van de 18e eeuw werden ze gaandeweg minder toegepast, omdat toen rijk versierde bovenlichten in zwang kwamen. 
De versierde houten deurkalven zijn vooral bekend uit de Zaanstreek. Verder zijn ze bekend uit Amsterdam, Broek in Waterland, Monnickendam, Jisp, en Hoorn.

## Bron
- Roggeveen, Peter (2007). Tussen deur en bovenlicht : Zaanse deurkalven van 1592 tot heden. Stichting Uitgeverij Noord-Holland en Stichting Gebr. Visser tot Behoud van Cultuurhistorische Bouwwerken in de Zaanstreek, Wormerveer. ISBN 978-90-78381-17-4.